# Ramkie

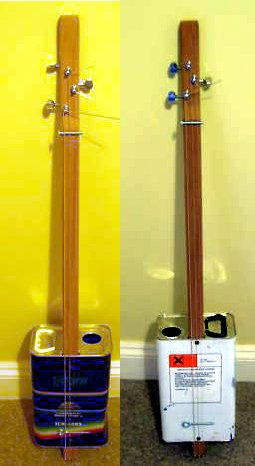
Un par de Ramkies fretless 3 de cuerdas.

El Ramkie (también llamado Afri-can) es un tipo de guitarra hecha generalmente en Sudáfrica, Botsuana, Zambia, Namibia y Malawi. Se hace uso de una lata de aceite desechado que puede ser similar a una caja de resonancia. Tiene tres o cuatro cuerdas (raramente seis como una guitarra), hechos con cuerda de pesca o el cable del freno de una bicicleta, y puede llevar trastes o ser fretless. Este tipo de instrumentos, aparentemente utilizada acordes repetitivos sin ningún tipo de patrones melódicos.

## Historia
El instrumento se registra ya desde 1730 en el pueblo Khoi en Ciudad del Cabo, a pesar de su historia anterior es claro. Tales ramkies primeros tenían una calabaza por su cuerpo. El nombre probablemente proviene de "rebequinha" en portugués ("pequeño violín"). Más tarde fue adaptada por los hablantes san y bantú, y el cuerpo de calabaza sustituida por madera o una lata.